# WD 0137-349
WD 0137-349 (BPS CS 29504-0036) es un sistema estelar compuesto por una enana blanca y una enana marrón. Está situado a 333 años luz de distancia en la constelación de Sculptor.
La componente principal del sistema, WD 0137-349 A, es una enana blanca de magnitud aparente +15,33 y tipo espectral DA. Su masa es aproximadamente el 39 % de la masa solar y su temperatura se estima en 16.500 K. La componente secundaria, WD 0137-349 B, es una enana marrón de tipo L8 con una masa de 0,053 masas solares, claramente por debajo del límite establecido de 0,075 masas solares que distingue a las estrellas de las enanas marrones. Separadas únicamente 0,003 UA —poco más de la distancia existente entre la Tierra y la Luna—, el período orbital de la enana marrón es de apenas 2 horas.
WD 0137-349 es el primer sistema binario cercano en donde se ha confirmado que una de las componentes es una compañera subestelar. La enana marrón debe haber sobrevivido una fase evolutiva anterior con una cubierta común (fase CE, del inglés common envelope), durante la cual fue engullida por la gigante roja hoy convertida en enana blanca. La fricción de la enana marrón la hizo caer en espiral hacia el interior de la gigante roja desde una órbita originalmente mucho más amplia. Parte de la energía orbital fue liberada y depositada en la cubierta común, a la postre expulsada del sistema, dando como resultado un sistema binario cercano. 
Alternativamente, WD 0137-349 B pudo originalmente haber sido un planeta que acrecentó sustancialmente su masa durante la fase de CE. Sin embargo, la temperatura media estimada de la enana marrón, 1390 K, descarta esta última hipótesis en favor de la anterior.
De acuerdo con la teoría de la relatividad general la separación entre las dos estrellas tenderá a ir disminuyendo paulatinamente. En aproximadamente 1400 millones de años el período orbital habrá disminuido en algo más de una hora. Los dos objetos se hallarán tan cerca el uno del otro que la enana blanca comenzará a absorber la masa de su acompañante, dando lugar a una nova recurrente.